# Parafia Podwyższenia Krzyża Świętego w Grochowalsku
Parafia Podwyższenia Krzyża Świętego w Grochowalsku – polska parafia rzymskokatolicka należąca do dekanatu szpetalskiego diecezji włocławskiej.
Czas powstania parafii nie jest dokładnie znany. Według późnej tradycji w XIV wieku erygowano parafię w Grochowalsku. Początkowo parafia wchodziła w skład archidiakonatu dobrzyńskiego, diecezji płockiej. Według wykazu z 1506 roku w granicach dekanatu dobrzyńskiego znajdowały się: Dobrzyń, Będkowo, Rokicie, Siecień, Mokowo, Tłuchowo, Grochowalsk, Ligowo, Sudragi, Sobowo, Szczutowo, Grudowo. W XVI wieku w skład parafii wchodziły trzy wsie: Grochowalsk Wielki, Grochowalsk Mały i Krępa. Od 1864 roku parafia należała do dekanatu lipnowskiego, diecezji płockiej. W 1925 roku znalazła się w diecezji włocławskiej, dekanatu Szpetal Górny.
Przed wybuchem II wojny światowej planowano tu osadzić stałego proboszcza, ale stało się to dopiero w 1957 roku. Pierwszym stałym proboszczem był ks. Stanisław Dobies. Za jego bytności wybudowano plebanię. Następni administratorzy parafii:
| Proboszcz                   | Lata pracy w parafii |
| --------------------------- | -------------------- |
| ks. Tadeusz Sobczak         | 1963-1967            |
| ks. Antoni Staszak          | 1967-1971            |
| ks. Tadeusz Przybylski      | 1971-1975            |
| ks. Jan Nowaczyk            | 1975-1980            |
| ks. Jerzy Krajewski         | 1980-1982            |
| ks. Stanisław Adamus        | 1982-1990            |
| ks. Zygmunt Majdziński      | 1990-1994            |
| ks. Marian Kuszyński        | 1994-2001            |
| ks. Janusz Kowalski         | 2001-2005            |
| ks.kan. Stanisław Jankowski | 2005-2008            |
| ks. Andrzej Szymaniak       | 2008-2013            |
| ks. Mariusz Ponikierski     | 2013-2014            |
| ks. Paweł Żarkowski         | 2014-                |